# Sciara
Sciara település Olaszországban, Szicília régióban, Palermo megyében. Lakosainak száma 2524 fő (2023. január 1.). Sciara Aliminusa, Cerda, Termini Imerese és Caccamo községekkel határos.

## Népesség
A település lakossága az elmúlt években az alábbi módon változott:
| Lakosok száma | 2810 | 2813 | 2524 |
|               | 2017 | 2018 | 2023 |